# Ustia, Dubăsari
Ustia (în rusă Устье, în dosare de arhivă și colecții de documente medievale Ustea, Ustiia etc.) este un sat (comună) situat în raionul Dubăsari, Republica Moldova, pe malul drept al râului Nistru. Conform recensământul din anul 2004, localitatea avea o populație de 3.295 de locuitori. În anul 2014 au fost înregistrați 3.343 de locuitori.

## Geografie
La vest de sat, pe panta stângă a râului Răut (ocolul silvic Criuleni, Răculești, parcela 10, subparcelele 8-18), este amplasată vâlceaua „La Humărie”, arie protejată din categoria monumentelor naturii de tip geologic sau paleontologic.

## Istorie
Satul a fost menționat documentar pentru prima dată în anul 1617:
„Io, Radul voievod, din mila lui Dumnezeu, domn al Țării Moldovei. Scriem slugilor noastre acelora care scriu satele boierii de pe Nistru, în ținutul Orhei. Vă dăm de știre că s-au jeluit domniei mele, împotriva voastră, rugătorii noștri, egumenul și tot soborul dela sfântă mănăstire dela Râcica și spun că le-ați înscris un sat anume Ustia și ei și-au adus privilegii și le-au arătat înaintea domniei mele și este dat acest mai sus scris sat de unchiul domniei mele, de sfântrăposatul Petru voievod și încă ai luat dela un călugăr un taler.

Pentru aceasta, dacă veți vedea aceasta carte a domniei mele, voi să lăsați foarte în pace satul Ustia și să le întoarceți înapoi și acel taler pe care l-ați luat.

...

Scris în Iași, în anul 7125 <1617> Mai 4.”

## Administrație și politică
Componența Consiliului local Ustia (13 consilieri), ales la 5 noiembrie 2023, este următoarea:
|  | Partid                                        | Consilieri | Componență | Componență | Componență | Componență | Componență | Componență | Componență | Componență | Componență |
|  | --------------------------------------------- | ---------- | ---------- | ---------- | ---------- | ---------- | ---------- | ---------- | ---------- | ---------- | ---------- |
|  | Partidul Acțiune și Solidaritate              | 9          |            |            |            |            |            |            |            |            |            |
|  | Partidul Dezvoltării și Consolidării Moldovei | 2          |            |            |            |            |            |            |            |            |            |
|  | Partidul Comuniștilor din Republica Moldova   | 1          |            |            |            |            |            |            |            |            |            |
|  | Partidul Socialiștilor din Republica Moldova  | 1          |            |            |            |            |            |            |            |            |            |